# اندربی، بریتیش کلمبیا
اندربی (به انگلیسی: Enderby) شهری است در منطقه Okanagan شمالی در استان British Columbiaی Canada
این شهر که بین شهرهای آرمسترانگ و Salmon Arm واقع شده است در حدود ۸۰ کیلومتری شمال شهر Kelowna و ۱۳۰ کیلومتری شرق شهر Kamloops قرار دارد. بزرگراه 97A از اندربی عبور می‌کند و رودخانه شوسواپ آن را به دو بخش شرقی و شمال شرقی تقسیم می‌کند.

## جمعیت
در سال ۱۹۲۱ جمعیت اندربی ۷۸۳ نفر بوده، در ۱۹۵۱ به ۸۷۷ نفر رسیده، در ۱۹۷۱ به ۱۱۵۸ نفر، در ۱۹۹۱ به ۲۱۲۸ نفر و در سال ۲۰۱۱ جمعیت اندربی به ۲۹۳۲ نفر رسیده است. یعنی طی ۹۰ سال نرخ رشد جمعیت فقط کمی کمتر از ۳۷۵ درصد بوده است.